# Pernambuco
Pernambuco es uno de los veintiséis estados que, junto con el distrito federal, forman la República Federativa de Brasil. Su capital es Recife. Se ubica en la región Nordeste del país. Limita al norte con Ceará y Paraíba, al este con el océano Atlántico, al sur con Alagoas y Bahía, y al oeste con Piauí. Con 94,6 hab/km² es el quinto estado más densamente poblado, por detrás de Río de Janeiro, São Paulo, Alagoas y Sergipe. El estado, que tiene el 4,6% de la población brasileña, es responsable de solo el 2,8% del PIB brasileño.
Los municipios más populosos son: Recife, Yaboatán de los Guararapes, Olinda, Caruarú, Paulista, Petrolina, Cabo de San Agustín y Victoria de San Antón.
El estado tiene algunos apodos: León del Norte, Tierra del Frevo y del Maracatu y Tierra Bendita.

## Geografía
El relieve es moderado: 76% del territorio está por debajo de los 600 m. Los ríos más importantes del estado son: río São Francisco, río Capibaribe, río Ipojuca, río Una (Pernambuco), río Pajeú y río Jaboatão.

### Clima

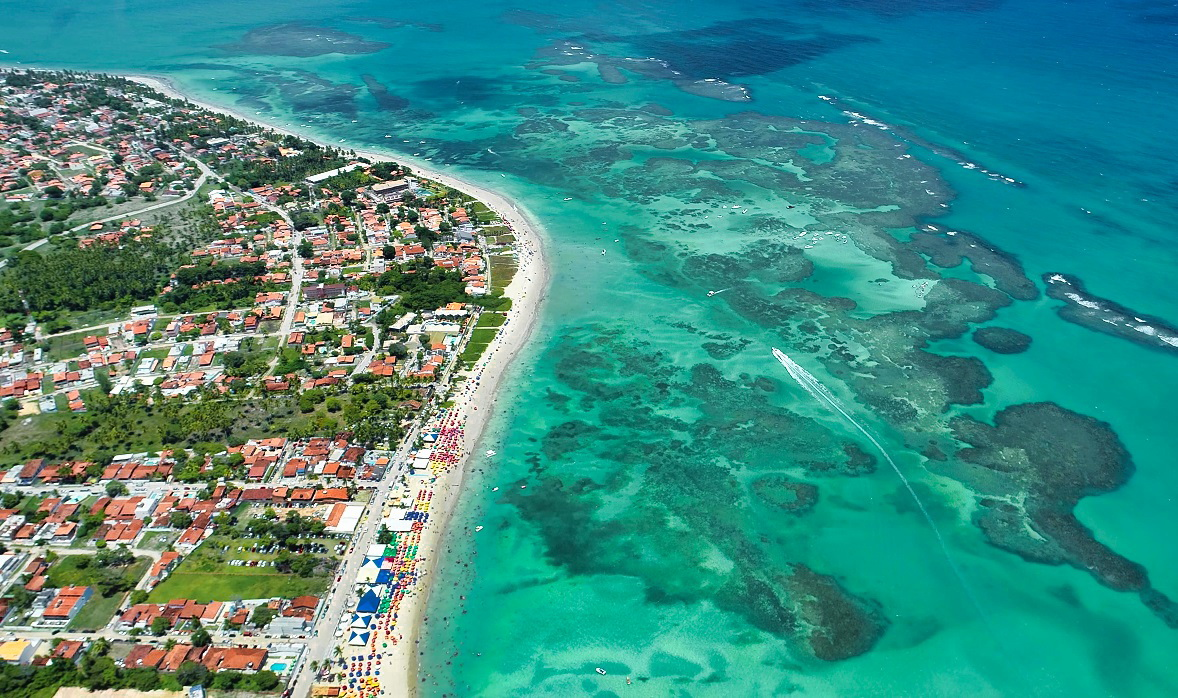
Costa dos Corais-Tamandaré.

El clima es básicamente tropical, presentando también variantes en algunas áreas, como por ejemplo la ciudad de Triunfo, que presenta un clima de altura. La pluviosidad también es variada. En la Zona da Mata (región litoránea y plana, al este del estado) y en el Agreste (zona de transición situada en el interior), el clima es predominantemente tropical - caliente y húmedo, con fuertes lluvias de invierno. En la mayor parte del Sertão (centro y oeste del estado), el clima es semiárido - caliente y bastante seco, debido a las pocas lluvias. En algunas regiones, las precipitaciones anuales son inferiores a 300 mm. Las sequías más intensas pueden durar más de un año.
Las excepciones en la zona del sertão son algunas ciudades con microclima de altitud, con temperaturas que pueden caer a 8 °C durante el invierno, como Triunfo, y en las orillas del río São Francisco, área más húmeda que las circundantes por cuenta del río.

## Economía
La economía se basa en la agricultura, ganadería y creación animal, así como en la industria. En el principio de la colonización, el árbol palo de Brasil despertó la codicia de los europeos.

### Agricultura
Desde el inicio de la colonización portuguesa, el estado fue básicamente agrícola, destacando en la producción nacional de caña de azúcar debido al clima y al suelo fértil. En las últimas décadas, sin embargo, esa casi exclusividad de cultivo, hecho para la producción de azúcar y alcohol, viene terminando.

### Industria
Industrias modernas se concentran próximas al puerto de Suape, instalado en 1979. Las principales industrias son de alimentos, química, de materiales eléctricos, comunicaciones, metalurgia y minerales no-metálicos.

### Turismo
En los últimos años, una de las grandes fuentes de ingresos del estado es el turismo, gracias a los atractivos naturales, históricos y culturales del estado. 
Los atractivos pueden ser agrupados en:
- ciudades de playa
- ecoturismo y playas
- monumentos históricos
- las fiestas tradicionales: el Carnaval de Olinda y Recife con sus bloques de frevo, y las Fiestas Juninas en la ciudad de Caruaru son los principales.

## Historia
En 1534 la capitanía de Pernambuco fue otorgada a Duarte Coelho, quien fundó Recife y Olinda e inició el cultivo de la caña de azúcar, que tendría un importante papel en la historia económica del país.
Entre 1630 y 1654, quedó bajo el dominio neerlandés, pasando por importantes transformaciones culturales, económicas y sociales en el gobierno de Juan Mauricio de Nassau-Siegen. Al final, Portugal consiguió expulsar a los neerlandeses. El sentimiento nativista y autonomista, consecuente de la expulsión de los neerlandeses, acabó provocando la Guerra de los Mascates (entre Olinda y Recife) en 1711.
A partir de ese momento y con la decadencia de la producción azucarera, la región entró en declive. En el siglo XIX, Pernambuco fue escenario de una serie de revueltas separatistas, verificadas en 1811 (Conspiración de los Suaçunas), 1817 (Revolución Pernambucana), 1825 (Confederación del Ecuador) y 1848 (Revolución Playera).

## Ciudades importantes
- Arcoverde
- Belo Jardim
- Cabo de Santo Agostinho
- Camaragibe
- Caruaru
- Escada
- Fernando de Noronha
- Garanhuns
- Goiana
- Gravatá
- Igarassu
- Ipojuca
- Itamaracá
- Jaboatão dos Guararapes
- Olinda
- Palmares
- Paulista
- Petrolina
- Recife
- Vitória de Santo Antão

## Municipios más poblados
Los municipios listados están con la población actualizada con la estimación de 2016
| Municipio                 | Población |
| ------------------------- | --------- |
| 1.Recife                  | 1.771.333 |
| 2.Jaboatão dos Guararapes | 691.125   |
| 3.Caruaru                 | 685.789   |
| 4.Olinda                  | 402.290   |
| 5.Petrolina               | 378.048   |
| 6.Paulista                | 365.278   |
| 7.Cabo de Santo Agostinho | 302.692   |